# Трофей Дела Вілсона
Трофей Дела Вілсона (англ. Del Wilson Trophy) — нагорода, яка щорічно вручається найкращому воротареві Західної хокейної ліги (ЗХЛ) за підсумками регулярного чемпіонату. Переможець визначається за допомогою голосування представників преси, тренерів і гравців ліги.
Нагорода була представлена у сезоні 1966–67 і названа на честь Дела Вілсона, колишнього генерального менеджера «Реджайна Петс», який виграв Меморіальний кубок у 1974 році. 

## Нагороджені
| Сезон    | Гравець            | Команда                |
| -------- | ------------------ | ---------------------- |
| 2014–15  | Таран Козун        | Сієтл Тандербердс      |
| 2013–14  | Джордон Кук        | Келоуна Рокетс         |
| 2012–13  | Патрік Бартошак    | Ред-Дір Ребелс         |
| 2011–12  | Тайлер Бунц        | Медисин-Гет Тайгерс    |
| 2010–11  | Дарсі Кемпер       | Ред-Дір Ребелс         |
| 2009–10  | Мартін Джонс       | Калгарі Гітмен         |
| 2008–09  | Чет Пікард         | Трай-Сіті Американс    |
| 2007–08  | Чет Пікард         | Трай-Сіті Американс    |
| 2006–07  | Кері Прайс         | Трай-Сіті Американс    |
| 2005–06  | Джастін Подже      | Калгарі Гітмен         |
| 2004–05  | Джефф Гласс        | Кутенай Айс            |
| 2003–04  | Кем Ворд           | Ред-Дір Ребелс         |
| 2002–03  | Джош Гардінг       | Реджайна Петс          |
| 2001–02  | Кем Ворд           | Ред-Дір Ребелс         |
| 2000–01  | Ден Блекберн       | Кутенай Айс            |
| 1999–00  | Брюс Вондлер       | Свіфт-Каррент Бронкос  |
| 1998–99  | Коді Рудковскі     | Сієтл Тандербердс      |
| 1997–98  | Брент Белецкі      | Портленд Вінтер-Гокс   |
| 1996–97  | Браєн Буше         | Трай-Сіті Американс    |
| 1995–96  | Девід Лемановіч    | Спокен Чіфс            |
| 1994–95  | Пекстон Шефер      | Медисин-Гет Тайгерс    |
| 1993–94  | Норм Маракл        | Саскатун Блейдс        |
| 1992–93  | Тревор Робінс      | Брендон-Віт Кінгс      |
| 1991–92  | Корі Гірш          | Камлупс Блейзерс       |
| 1990–91  | Джеймі Мак-Леннан  | Летбридж Гаррікейнс    |
| 1989–90  | Тревор Кідд        | Брендон-Віт Кінгс      |
| 1988–89  | Денні Лоренц       | Сієтл Тандербердс      |
| 1987–88  | Трой Гембл         | Спокен Чіфс            |
| 1986–871 | Дін Кук (Захід)    | Камлупс Блейзерс       |
|          | Кентон Рейн (Схід) | Прінс-Альберт Рейдерс  |
| 1985–86  | Марк Фіцпатрік     | Медисин-Гет Тайгерс    |
| 1984–85  | Трой Гембл         | Медисин-Гет Тайгерс    |
| 1983–84  | Кен Реггет         | Летбридж Гаррікейнс    |
| 1982–83  | Майк Вернон        | Калгарі Ренглерс       |
| 1981–82  | Майк Вернон        | Калгарі Ренглерс       |
| 1980–81  | Грант Фюр          | Вікторія Кугарс        |
| 1979–80  | Кевін Істман       | Вікторія Кугарс        |
| 1978–79  | Рік Нікл           | Брендон-Віт Кінгс      |
| 1977–78  | Барт Гантер        | Портленд Вінтер-Гокс   |
| 1976–77  | Глен Генлон        | Брендон-Віт Кінгс      |
| 1975–76  | Кері Вокер         | Нью-Вестмінстер Брюїнс |
| 1974–75  | Білл Олещук        | Саскатун Блейдс        |
| 1973–74  | Гарт Маларчук      | Калгарі Сентенніалс    |
| 1972–73  | Ед Гамфріс         | Саскатун Блейдс        |
| 1971–72  | Джон Девідсон      | Калгарі Сентенніалс    |
| 1970–71  | Ед Дайк            | Калгарі Сентенніалс    |
| 1969–70  | Рей Мартинюк       | Флін-Флон Бомберс      |
| 1968–69  | Рей Мартинюк       | Флін-Флон Бомберс      |
| 1967–68  | Кріс Ворті         | Флін-Флон Бомберс      |
| 1966–67  | Кен Браун          | Мус-Джо Ворріорс       |

- Виділені воротарі так само отримували в цьому сезоні трофей «Воротар року КХЛ».

 1 Вручались окремі нагороди для Східного та Західного дивізіонів.